# Puding pani Elvisovej
Puding pani Elvisovej (známá také pod zkratkou PPE) je slovenská hudební skupina. Byla založena jako hudební projekt v roce 1995 v Košicích. V prosinci 2004 vyšlo jejich debutové album Automati a v roce 2007 jejich druhé album Play / Pause / Eject. V říjnu roku 2010 vydali i třetí album π (pí), na kterém je čtrnáct skladeb, z čehož čtyři jsou singly. Čtvrté album Tektonická Platňa vyšlo roku 2015. Hudba skupiny má jedinečný svébytný rukopis, přičemž jde o mix taneční elektronické hudby a jiných experimentů.

## Diskografie

### EPs
- Pavúk A Iné
- bzzzzzvuk
- Chceme pristáť

### Studiová alba
- Automati (2004)
- Play / Pause / Eject (2007)
- Π (2010)
- Tektonická Platňa (2015)

### Kompilace
- Mohérpop (2021)